# 朱景庐
朱景庐（1896年—1961年），名至诚，字景庐，别号䰉尊者、末上词人、夗沽老人，浙江省长兴县雉城镇人。民国时期，与浙江长兴的金涛（字子长）、王修（字季欢）一起，被誉为“浙西三名士”，并收入《湖州名人志》和《长兴县志》。
毕业于北平警官高等学校建筑科，曾任杭州市民政厅科员、宁波市警察局秘书长、浙西二区专员公署主任秘书、长兴县文献委员会主任委员兼图书馆馆长等職務；后在孝丰桐杭中学、浙西二中（後更名省立湖州中学）任国文教师；再出任宁波专员公署主任秘书、鲁东行署主任秘书，后辞官回宁波，在甬江女子中学任教至1950年末。中华人民共和国成立后任宁波一中图画教师，于1957年加入民革。

## 家世
清末太平天国战乱，朱景庐祖父从祖居南京逃难到长兴，在糕饼店当学徒。祖父吃苦耐劳，得到了师傅的赏识，遂将女儿许配与他。妻子不识字，靠给人做衣服贴补家用，夫妻二人不辞辛苦，勤俭持家。经过多年苦心经营，景庐父亲朱少儒与人合伙开南货店、布店，自家又单独开间小百货店，并陆续购置一些田产，建造起一幢五开间两层的楼房，后被侵华日军焚毁。

## 生平
朱景庐出生于1896年。殷实的家境使他接受了良好的教育。师从长兴著名的金石书画家王砚农先生，并揣摩古今名画及有关著作，绘画水平有了很大的提高。
青少年时期，在湖州三中求学，曾得到国文教师章雨田、张柳如的好评。章雨田老师曾对人说：“此生好学，实科第中人，可惜迟生十载！”张柳如老师的评价则是：“文名籍甚，试必冠军，章雨田明经（贡生）及余，叹为凤毛麟角。”与王修（王季欢）一起参加长兴诸耆宿结成的“醉吟社”，二人年未及冠，与诸前辈轮值社坛，诗钟、文虎、射覆、征联，分韵唱和，风雅一时。
中学毕业后，朱景庐希望进入北京大学中文系深造，这一愿望遭到父亲朱少儒的强烈反对。朱少儒要儿子继承家业经商，并以不给钱相胁迫。母亲暗中借钱成全儿子的求学心愿。但此时恰逢妻王凤清分娩，景庐只得推迟北上，错过北大及其他大学的考期。后经同乡怂恿，报考北平警官高等学校建筑科。在警校，所习虽异，但他课余仍作诗不倦，佳作迭出，受到当时警校教师吴兴人、李升培的称誉：“朱生景庐，幼敂于学，下笔为文，斐然成章。洎长，负笈北平，余忝参讲席。……藏修之余，他无所好，恒藉吟咏以自遣。……长歌短咏，悉协声律，不懈而及于古，是非平日寝馈于篇什者，未易臻此。……至其能绘画，工山水，雅有师承。”
朱景庐曾先后在孝丰桐杭中学、浙西二中任国文教员。1945年，随浙西二中迁址湖州（浙西二中更名为省立湖州中学）。1946年春，应俞济民先生之邀，出任宁波专员公署主任秘书一职。1948年辞去时任鲁东行署主任秘书职位，受聘于宁波甬江女子中学。
中华人民共和国成立后，在宁波甬江女子中学任教，1957年加入民革，后进入宁波一中任图画教师。由于受历史牵连，五十年代两次失去工作，生活陷入绝境。失业期间，以卖豆浆和粽子为生，自号卖浆翁。1957年，将自己一生对中国画的探求总结撰写成十万余字的《中国山水画传统源流初探》一书，投寄上海大众群乐出版社，但未得回复。
1961年2月16日逝世。

## 作品
朱景庐自评诗第一，文次之，画第三，书法第四，末为弈。鄞县张原炜孝廉评其诗文：“文境清绝，拟之清代作家，当在柈湖（清散文家吴敏树）初月（清桐城派吴德旋）之间，诗则纯任自然，仆尤爱‘落叶敲窗遍，秋声尽入楼’等句，读之如嚼冰雪也。善画，山水苍秀，法耕烟散人（清画家王石谷），花卉也不落寻常蹊径。擅草书，每画必题诗，有三绝之誉。”
著有《愧荀集》、《景庐四十告成诗草》、《景庐诗草》四卷，《景庐题画诗》二卷，《花魂石魄楼文剩》、《长潮岕随笔残稿》、《夗沽梦忆》等。其中《愧荀集》、《景庐四十告成诗草》于抗战前付梓，分赠亲友。其绘画作品后人手中，只有四女朱洁仪女士留有四幅。晚年著有未出版书稿《中国山水画传统源流初探》。

## 延伸阅读
- 《景庐诗文集》，朱至诚著，傅昭整理（江苏人民出版社，2021），ISBN 978-7-214-25827-4
- 《湖州文史第36辑：近现代湖州书画家纪实》，湖州市政协文史委编（上海书画出版社，2018年1月版） （页面存档备份，存于）
- 《湖州日报》“苕溪人文版”：浙西三名士的诗文之谊（傅昭，2015年12月6日） （页面存档备份，存于）
- 《湖州晚报》“周末南太湖·人文版”（2010年11月6日、11月13日）
- 《湖州日报》：朱景庐先生在湖州中学的岁月（房建强，2022年1月16日） （页面存档备份，存于）